# Vitalis Pantenburg
Vitalis Peter Joseph Pantenburg (* 3. Juni 1901 in Wittlich, Rheinland; † nach 1979) war ein deutscher Diplomingenieur und Wirtschaftsgeograph, Journalist, Schriftsteller, Übersetzer und Fotograf. Seine Arbeitsgebiete waren die Wirtschaftsgeographie der Arktis und Subarktis, Energiewirtschaft und Wasserbau.

## Leben
Vitalis Pantenburg besuchte das Schiller-Gymnasium in Köln-Ehrenfeld. Anschließend studierte er Wirtschaftsgeographie, Energiewirtschaft und Elektrotechnik in Hannover, Stuttgart und Braunschweig sowie an der Universität München. Zahlreiche Studienreisen und Expeditionen führten ihn u. a. in die nordischen Länder Skandinaviens, nach Island, Grönland, in die Zentralarktis und nach Kanada.
Pantenburg trat in den 1930er und 1940er Jahren als nationalsozialistischer Publizist in Erscheinung. Für die Nordische Gesellschaft, die im Vorfeld des Krieges zur wichtigsten deutschen Spionageorganisation in Schweden und Skandinavien ausgebaut wurde, war er eine Zeitlang als Geschäftsführer der Kölner Niederlassung („Rhein-Kontor“) und ab 1935 als freier Mitarbeiter tätig. Bereits seit 1931 arbeitete er für den Kölner Rundfunksender.
Im Jahr 1935 veröffentlichte er den Beitrag Eine Begegnung mit dem Hakenkreuz im hohen Norden. Im selben Jahr publizierte er in Heft 8 der norwegischen nationalsozialistischen Monatszeitschrift Ragnarok den Artikel Norden – et geopolitisk problem. 1936 erschien unter dem Titel Erkki vom großen Saima ein volkskundlicher Beitrag von Vitalis Pantenburg über die Finnen mit eigenen Fotos und Bildern in der Zeitschrift Neues Volk, dem Organ des Rassenpolitischen Amtes der NSDAP. Am 12. Mai 1937 erschien sein Artikel Wem gehört die Arktis? Fünf Flaggen über dem Pol in der Illustrierten Zeitschrift Die Woche. 1938 erschien sein Buch Rußlands Griff um Nordeuropa, das damals große Verbreitung fand. Darin verfolgte er wie auch in seinen übrigen Schriften insbesondere die Tendenz, ein heroisches Bild vom finnischen Volk zu zeichnen, das er als „Schild“, „Schwert“ oder „Riegel des Nordens“ gegen die russische Expansion begriff. Als Autor, Herausgeber und Übersetzer veröffentlichte Pantenburg mehrere Bücher und Artikel über den Sowjetisch-Finnischen Krieg 1939/40, den er bei seiner Tätigkeit in Skandinavien aus der Nähe beobachtet hatte. Auch in Jugendbüchern veröffentlichte er seine Reportagen aus Skandinavien bereits in der Kriegszeit; so erschien 1940 ein Bildbericht von Vitalis Pantenburg aus Finnland mit dem Titel Unter dem blauen Hakenkreuz: Begegnung mit den Lotten in einem BDM-Jahrbuch für Mädchen. Zum Beginn des Russlandfeldzugs publizierte Pantenburg im Frühherbst 1941 den Aufsatz Der Rote Schatten über Nordskandinavien. Die Bedrohung des skandinavischen Nordens durch die Sowjets in der Danziger NSDAP-Propagandazeitschrift Der Deutsche im Osten. 1943 gehörte er zu den Autoren eines Skandinavienheftes derselben Zeitschrift mit dem Titel Gezähmte Polarmark. Daneben hielt Pantenburg zahlreiche Vorträge im Radio, in denen er über Finnland und andere nordische Themen referierte.
Vom Ausland wurde Pantenburg als „hoher Nazi“ betrachtet und galt als „einer der besten Nazi-Spione in Europa“ und „Meisterspion in Finnland“. Seine Forschungsreisen und -aufenthalte in Skandinavien erleichterten ihm diese Tätigkeit. Anfangs wird er als „rechte Hand“ und wertvollster Mitarbeiter des deutschen Meteorologen und SS-Obersturmbannführers Paul Burckhardt beschrieben. Nach einem Einsatz in Grönland beorderte Abwehr-Chef Wilhelm Canaris Pantenburg während des Sowjetisch-Finnischen Winterkriegs 1939/40 und im Vorfeld der deutschen Besetzung Norwegens im Frühjahr 1940 als einen der Leiter der skandinavischen Sektion des deutschen Geheimdienstes (zusammen mit Burckhardt und Adolf Hoel) nach Lappland. Dort beschaffte Pantenburg Pläne praktisch aller wichtigen militärischen Anlagen in der Arktis wie beispielsweise der Festung Boden in Nordschweden und der Festung Narvik in Norwegen. Schon drei Wochen nach seiner Ankunft wurde er allerdings beim Fotografieren der schwedischen Festung Boden verhaftet und in Schweden interniert. Nach kurzer Zeit wurde er abgeschoben und setzte seine Tätigkeiten anschließend in Finnland fort. Nach der Besetzung Narviks durch die Deutschen nannte Theodor Broch, der nach England geflüchtete sozialdemokratische Bürgermeister der Stadt, Pantenburg im amerikanischen Magazin Life „einen bekannten Nazi-Journalisten“, der Narvik auch früher schon besucht hätte. Broch berichtete auch von einem Empfehlungsschreiben des Führers der norwegischen Nationalen Sammlungspartei Vidkun Quisling für Pantenburg aus dem Jahr 1935, das an Oberst Konrad Sundlo gerichtet war, den Befehlshaber der norwegischen Garnison von Narvik, der später mit den deutschen Angreifern kollaborierte.
Später leitete Pantenburg in Finse am Hardangerjøkulen an der strategisch günstig gelegenen Bergenbahnstrecke in Norwegen die „Erprobungsstelle Nord (Arktis)“ im Technischen Amt des Reichsluftfahrtministeriums, die im Frühjahr 1943 ihren Betrieb aufnahm. Hauptaufgabe war die Schulung des Personals von Wetterstationen der Luftwaffe in der Arktis, außerdem die Erprobung von Gerät und Erforschung der Lebensbedingungen unter extremen polaren Verhältnissen. Die militärische Wetteraufklärung in Norwegen war vor allem für die Bekämpfung der alliierten Nordmeergeleitzüge von entscheidender Bedeutung.
Nach dem Zweiten Weltkrieg war Pantenburg Mitglied und wissenschaftlicher Mitarbeiter des Archivs für Polarforschung in Kiel, in dessen Zeitschrift er zwischen 1951 und 1971 regelmäßig publizierte. Er war außerdem Mitglied der American Polar Society und des Canadian Arctic Circle und gehörte dem Vorstand der Deutsch-Isländischen Gesellschaft an. Sein umfangreiches Bildarchiv mit vielen Tausenden von Negativen überstand den Krieg unversehrt, wie das Fachmagazin Fotospiegel 1948 mit einiger Verwunderung meldete. Pantenburg trat weiterhin im Radio auf und war als Hörfunk- und Fernsehautor bekannt. Als Sachbuchautor blieb er schriftstellerisch tätig und hielt zahlreiche Vorträge und Buchvorstellungen in vielen Städten Westdeutschlands und Österreichs. Er besaß eine der größten Bibliotheken über Polarwissenschaften in Westdeutschland.
Vitalis Pantenburg war mit der Schriftstellerin und Übersetzerin Lieselotte Kattwinkel verheiratet, mit der er häufig lange Reisen unternahm. Wie schon in der Vorkriegszeit wohnte das Paar im Süden Kölns, seit 1938 in Rodenkirchen, ab Ende der 1950er Jahre im Hahnwald. Bei einer halbjährigen Studienreise nach Kanada, die Pantenburg 1949/50 als Mitarbeiter des Kieler Archivs für Polarforschung zusammen mit seiner Frau unternahm, legten sie 30.000 km im Auto zurück. Das Paar war unter den ersten Deutschen, die das Land nach dem Zweiten Weltkrieg bereisten. Die Tatsache, dass die kanadischen Behörden dem ehemaligen Nazi-Spion Pantenburg Einreisevisa ausgestellt hatten, war 1952 Tagesordnungspunkt in einer Debatte im kanadischen Unterhaus. Mit dem auf der Reise aufgenommenen Material entstanden unter anderem die Kulturfilme Neuland im Norden Amerikas und Hier fängt die Welt noch einmal an. Die Pantenburgs schilderten ihre Reiseerlebnisse in dem 1954 veröffentlichten gleichnamigen Bild- und Textband Hier fängt die Welt noch einmal an, zu dem Lieselotte Pantenburg die Fotografien beisteuerte.
Pantenburg schrieb populäre wissenschaftliche Werke sowohl für Erwachsene als auch für Kinder und Jugendliche, Jugendbücher, Filme, Hörspiele und Fernsehberichte, aber auch Reiseführer, Beiträge in Fachzeitschriften und historisch-geopolitische Abhandlungen über die von ihm bereisten Gebiete. Während er sich in den 1940er Jahren vor allem für Finnland interessierte, befassen sich viele seiner Nachkriegsveröffentlichungen mit Kanada. Insgesamt veröffentlichte er Arbeiten in über 370 Publikationen, die in mindestens 6 Sprachen erschienen sind. Zu seinen Publikationen gehören auch 13 Lux-Lesebogen-Hefte, die die Polar- und Eisgebiete der Erde behandeln. Anders als seine Kriegs- und Vorkriegsschriften, die vor allem in skandinavische Sprachen übersetzt wurden, erschienen diverse Sachbücher Pantenburgs in den 1950er und 1960er Jahren auch in französischer und niederländischer Sprache. Als Bearbeiter und Übersetzer machte Pantenburg unter anderem die Bücher des britischen Polarforschers Wally Herbert dem deutschsprachigen Publikum zugänglich. 1976 erschien das von Pantenburg übersetzte Jugendbuch Herberts über Eskimos. Menschen im Land des Langen Tages, das 1977 mit dem Deutschen Jugendliteraturpreis ausgezeichnet wurde. Ende der 1970er Jahre siedelte sich das Ehepaar Pantenburg auf den Balearen an, wo sich seine Spur verliert. Vitalis Pantenburgs letztes Buch ist ein 1979 in der Polyglott-Reihe erschienener und bis in die 1990er Jahre hinein neu aufgelegter Reiseführer der Eifel. Seine letzte bekannte Veröffentlichung ist ein kurzer Artikel, der im Jahr 1980 unter seinem Namen in der Zeitschrift für Wirtschaftsgeographie erschien, in der er seit den 1950er Jahren publizierte.
In der Sowjetischen Besatzungszone wurden seine Schriften Rußlands Griff um Nordeuropa (Schwarzhäupter-Verlag, 1938) und Finnland (Goldmann, Leipzig 1943) auf die Liste der auszusondernden Literatur gesetzt.

## Schriften (Auswahl)
- Rußlands Griff um Nordeuropa. (1938, Schwarzhäupter, Leipzig); 
Schwedisch: Rysslands grepp om Norden. (1940, Dagens Böcker, Malmö)
- Nordland jenseits der Eisbarre. Eine Expedition in arktisches Urland. Aus den Tagebüchern des Verfassers. (1940, Dt.Verl.Ges.)
- Als Herausgeber und Übersetzer der schwedischen Ausgabe eines Originals von Viljo Saraja: 
Waffenbrüder. In der Originalausgabe [Lunastettu maa] preisgekrönt als beste Wirklichkeitsdarstellung aus dem finnisch-russischen Winterkriege 1939/40. (1942, P. List, Leipzig)
- Finnland, jüngstes Reich im hohen Norden. (1941, 2. Aufl. 1943, W. Goldmann, Leipzig); 
Tschechisch: Finsko. Nejmladší stát na dalekém severu. (1942, Orbis, Prag)
- Zum Dach Europas. (1948, Dt.Verl.Ges.)
- Wild – Ren, Jagdfahrten auf nordischer Hochsteppe. (1949, Dt.Verl.Ges.)
- Arktis. Erdteil der Zukunft. (1949, Bagel)
- Eirik der Jungfänger. (1951, Greven)
- Die Trapper und die große Straße. (1953, Westermann)
- Hier fängt die Welt noch einmal an. Auf Kanadas neuen Straßen. (1955, Dt.Verl.Ges.)
- Unternehmen Kitimat – Ingenieure zähmen wilde Wasser. (1960, Arena)
- Die Arktis ruft. (1964, Spectrum)
- Ein Gigant erwacht – Kanada Von der Hudsonbay zum Industriestaat. (1966, Diederichs)
- Werner von Siemens – Abenteuer Elektrizität. (1966, Ensslin&Laiblin)
- Expedition heute: Wissenschaft unterwegs. (1967, Schwann)
- Überfluss spendet die Erde. (1968, Cotta)
- Rettet das Wasser! Vom weltweiten Feldzug der Hydrologen. (1969, Schwann)
- Verfahrenstechnik: Gewußt wie. Ein neuer Beruf für Ingenieure. (1969, Schwann)
- Das Porträt der Erde. Geschichte der Kartographie. (Stuttgart 1970, Kosmos) ISBN 3-440-00266-7
- Abenteuer ohne Waffen: Die Herren der Arktis. (1971, Schwann)
- Luftsprung auf T3. (1972, Ueberreuter) ISBN 3-8000-2130-7
- Polyglott Reiseführer, Kanada. (1972, Polyglott) ISBN 3-493-60804-7
- Polyglott Reiseführer, Die Mosel. (1974, Polyglott) ISBN 3-493-60616-8
- Landschaft aus Menschenhand. (1975, Greven Verlag Köln) ISBN 3-7743-0099-2
- Seestraßen durch das große Eis. (1976, Koehler) ISBN 3-7822-0114-0
- Polyglott Reiseführer, Eifel. (1979, Polyglott) ISBN 3-493-60629-X